# Radio Television Afghanistan

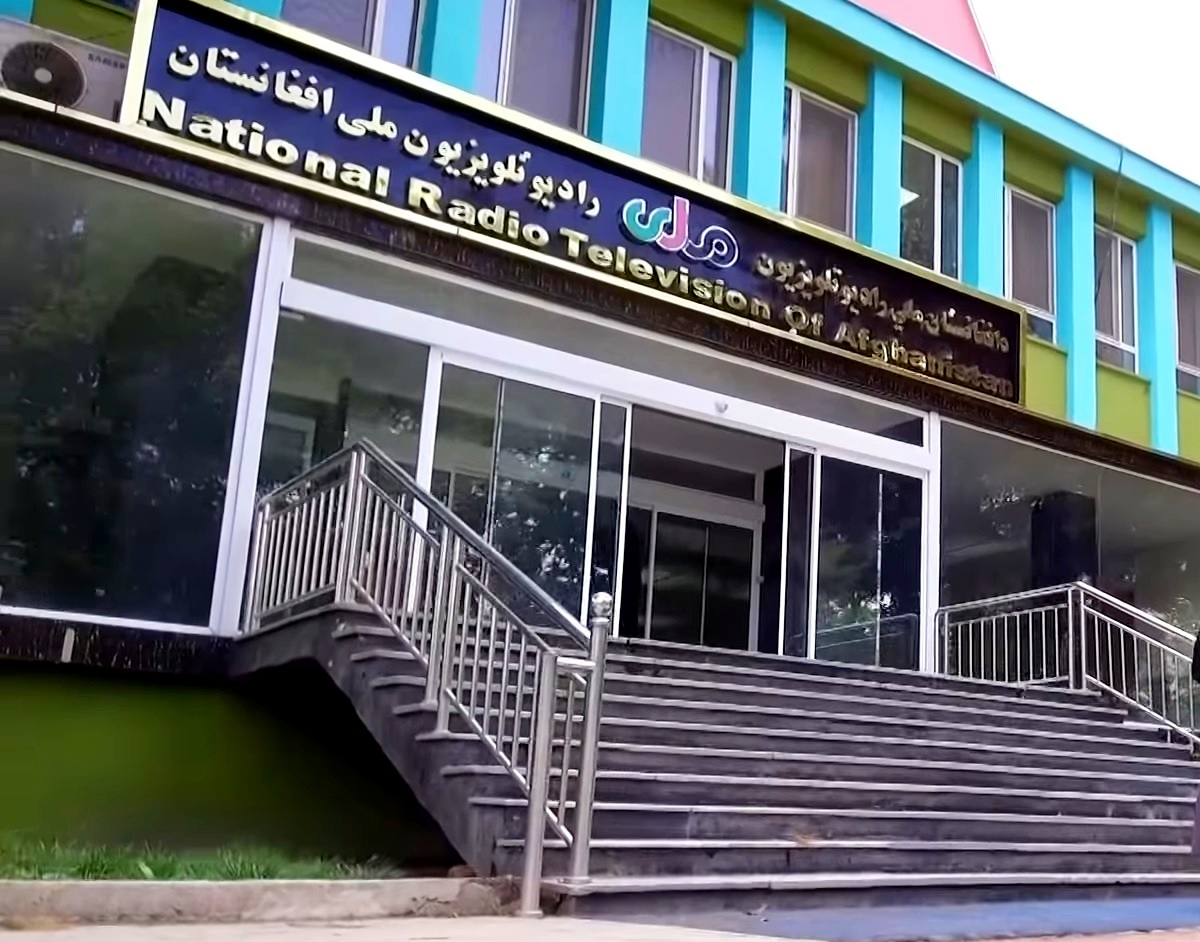
RTA-Gebäude in Kabul

National Radio Television of Afghanistan (kurz RTA; paschtunisch د افغانستان ملي راډیو تلویزیون de Afġānistān Millī Rād́iyū Tilwīzyūn, persisch رادیو تلویزیون ملی افغانستان Rādiyū Tilwīzyūn-i Millī-i Afġānistān, Logo ملی Millī) ist die staatliche Rundfunkanstalt Afghanistans. Sie besteht aus Radio Afghanistan für den Hörfunk mit einem nationalen und mehreren regionalen Programmen sowie Television Afghanistan für das Fernsehen. Neben dem Hauptsitz in der Hauptstadt Kabul gibt es regionale Standorte.

## Geschichte
Der Hörfunk begann als Radio Kabul 1925 (1304 nach iranischem Kalender) in der Ära von König Amanullah Khan. Die Sender waren aus Deutschland von Telefunken gekauft worden. In den 1950er-Jahren wurde die Einrichtung in Afghan Broadcasting System umbenannt, in den 1960ern in Radio Afghanistan. Von 1962 bis 1991 gab es im Auslandsdienst auch deutschsprachige Programme. 1978 startete mit japanischer Unterstützung das Fernsehen, und aus Radio Afghanistan wurde Radio Television Afghanistan (RTA), aufgrund der Saurrevolution bald unter realsozialistischen Vorzeichen.
Das Taliban-Regime stellte nach seiner Machtübernahme 1996 das Fernsehen ein; der Hörfunk sendete als Stimme der Scharia (paschtunisch شریعت غږ Šarīʿat ǧaǵ). Das RTA-Gebäude wurde 2001 bei einem amerikanischen Luftangriff zerstört. Nach dem Sturz der Taliban entstanden mit Hilfe der BBC neue Studios; Ende 2001 wurde das Fernsehen wieder aufgenommen, und im Hörfunk war die Verbreitung von Musik wieder erlaubt. In der Folge entwickelte sich eine starke Konkurrenz durch private Anbieter, und RTA baute viele Stellen ab. Generaldirektor ist seit 2019 Ismail Miakhail, der zuvor ab 2003 bei der BBC tätig war.
Ehemalige Direktoren:
- Abdul Ghafur Breshna
- Sayed Qassem Rishtya

## Empfang
In Kabul sendet das landesweite Radio Afghanistan auf UKW 105,2 MHz, MW 1107 kHz und KW 6100 kHz, Radio Kabul auf UKW 93,0 MHz. Der Kurzwellensendern ist seit längerem nicht mehr aktiv.
Das Fernsehen ist auch via Internet-Livestream zu empfangen.